# Krystyna Szklarska
Krystyna Szklarska (ur. 1 sierpnia 1915, zm. 7 września 2012 w Katowicach) – polska pisarka, żona pisarza Alfreda Szklarskiego. 
Wraz z mężem była autorką trylogii Złoto Gór Czarnych wydawanej w latach 1974–1979.

## Życiorys
Przyszłego męża poznała przed II wojną światową, podczas studiów na Akademii Nauk Politycznych w Warszawie. Mieli córkę Bożenę.
Wraz z mężem napisała trzy powieści: Orle pióra (1974), Przekleństwo złota (1977) i Ostatnia walka Dakotów (1979) składające się na tzw. trylogię indiańską – Złoto Gór Czarnych, wydane nakładem wydawnictwa „Śląsk”. Jej praca nad indiańską trylogią polegała przede wszystkim na kwerendzie źródeł i materiałów archiwalnych, które posłużyły do napisania cyklu. 
Mieszkała w Katowicach przy ul. Jordana, w mieszkaniu, w którym została zachowana nienaruszona pracownia jej męża. 23 kwietnia 2014 w Bibliotece Śląskiej został otwarty zrekonstruowany gabinet pisarza. Wykorzystano w nim właśnie przedmioty pochodzące z jego pracowni.